# Milord (canción)
«Milord» es uno de los temas más conocidos dentro del repertorio de la cantante francesa Édith Piaf. Esta canción, compuesta en 1959, con letra de Georges Moustaki y música de Marguerite Monnot, trata del encuentro entre una prostituta y un cliente rico que tiene problemas amorosos.
También fue interpretada por Dalida, por la cantante italiana Milva y por el propio Georges Moustaki.
En los Países Bajos, en 1960, Corry Brokken interpretó una versión en neerlandés que resultó muy polémica, porque, en algunos círculos conservadores, el tema todavía era tabú.
En 1964 el cantante Bobby Darin incluyó una versión del tema en su álbum Winners, editado en junio de dicho año.
La cantante y actriz estadounidense Cher incluyó su versión en el álbum de 1966, The Sonny Side of Chér.
Una versión en alemán al estilo Schlager fue titulada como "Das rote Pferd" (El Caballo Rojo) realizado por Markus Becker & the Mallorca Cowboys.

## En la cultura popular
La canción Milord aparece en la película estadounidense The Bucket List, de 2008, protagonizada por Jack Nicholson y Morgan Freeman.